# Presidenti della Tunisia
I presidenti della Repubblica Tunisina sono stati e sono i capi di Stato della Tunisia e i comandanti in capo delle forze armate. Rappresentano inoltre il Paese nella relazioni internazionali.

## Lista
I presidenti della Repubblica Tunisina dal 25 luglio 1957 (abolizione della monarchia tunisina, regnante Muhammad VIII al-Amin) ad oggi sono i seguenti.
| # | Presidente                                | Presidente      | Presidente                          | Partito                                   | Elezione        | Mandato          | Mandato          |
| # | Presidente                                | Presidente      | Presidente                          | Partito                                   | Elezione        | Inizio           | Fine             |
| - | ----------------------------------------- | --------------- | ----------------------------------- | ----------------------------------------- | --------------- | ---------------- | ---------------- |
| 1 |                                           |                 | Habib Bourguiba (1903-2000)         | Neo-Dustur                                | [ 1 ]           | 25 luglio 1957   | 8 novembre 1959  |
| 1 | 1959                                      | 8 novembre 1959 | Habib Bourguiba (1903-2000)         | Neo-Dustur                                | 8 novembre 1964 |                  |                  |
| 1 | Partito Socialista Desturiano             | 1964            | Habib Bourguiba (1903-2000)         | 8 novembre 1964                           | 2 novembre 1969 |                  |                  |
| 1 | Partito Socialista Desturiano             | 1969            | Habib Bourguiba (1903-2000)         | 2 novembre 1969                           | 3 novembre 1974 |                  |                  |
| 1 | Partito Socialista Desturiano             | 1974            | Habib Bourguiba (1903-2000)         | 3 novembre 1974                           | 7 novembre 1987 |                  |                  |
| 2 |                                           |                 | Zine El-Abidine Ben Ali (1936-2019) | Partito Socialista Desturiano             | ad interim      | 7 novembre 1987  | 2 aprile 1989    |
| 2 | Raggruppamento Costituzionale Democratico | 1989            | Zine El-Abidine Ben Ali (1936-2019) | 2 aprile 1989                             | 20 marzo 1994   |                  |                  |
| 2 | Raggruppamento Costituzionale Democratico | 1994            | Zine El-Abidine Ben Ali (1936-2019) | 20 marzo 1994                             | 24 ottobre 1999 |                  |                  |
| 2 | Raggruppamento Costituzionale Democratico | 1999            | Zine El-Abidine Ben Ali (1936-2019) | 24 ottobre 1999                           | 24 ottobre 2004 |                  |                  |
| 2 | Raggruppamento Costituzionale Democratico | 2004            | Zine El-Abidine Ben Ali (1936-2019) | 24 ottobre 2004                           | 25 ottobre 2009 |                  |                  |
| 2 | Raggruppamento Costituzionale Democratico | 2009            | Zine El-Abidine Ben Ali (1936-2019) | 25 ottobre 2009                           | 14 gennaio 2011 |                  |                  |
| - |                                           |                 | Mohamed Ghannouchi (1941)           | Raggruppamento Costituzionale Democratico | ad interim      | 14 gennaio 2011  | 15 gennaio 2011  |
| 3 |                                           |                 | Fouad Mebazaâ (1933-2025)           | Raggruppamento Costituzionale Democratico | ad interim      | 15 gennaio 2011  | 13 dicembre 2011 |
| 4 |                                           |                 | Moncef Marzouki (1945)              | Congresso per la Repubblica               | ad interim      | 13 dicembre 2011 | 31 dicembre 2014 |
| 5 |                                           |                 | Beji Caid Essebsi (1926-2019)       | Nidaa Tounes                              | 2014            | 31 dicembre 2014 | 25 luglio 2019   |
| - |                                           |                 | Mohamed Ennaceur (1934)             | Nidaa Tounes                              | ad interim      | 25 luglio 2019   | 23 ottobre 2019  |
| 6 |                                           |                 | Kaïs Saïed (1958)                   | Indipendente                              | 2019            | 23 ottobre 2019  | 23 ottobre 2024  |
| 6 | 2024                                      | 23 ottobre 2024 | Kaïs Saïed (1958)                   | Indipendente                              | in carica       |                  |                  |